# اپلتون (دهانه)
اپلتون یک دهانه برخوردی در ماه است.

## دهانه‌های اقماری
این دهانه ۴ دهانه اقماری دارد.
| Appleton | عرض جغرافیایی | طول جغرافیایی | قطر          |
| -------- | ------------- | ------------- | ------------ |
| Q        | ۳۴٫۳° N       | ۱۵۵٫۳° E      | ۲۶٫۰ کیلومتر |
| R        | ۳۶٫۲° N       | ۱۵۶٫۲° E      | ۳۹٫۰ کیلومتر |
| M        | ۳۳٫۹° N       | ۱۵۸٫۳° E      | ۲۱٫۰ کیلومتر |
| D        | ۳۸٫۰° N       | ۱۶۰٫۶° E      | ۳۷٫۰ کیلومتر |